# Hajdúszoboszló

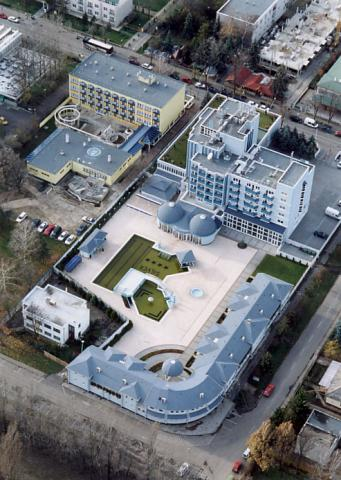
Hajdúszoboszló

Hajdúszoboszló (în română Soboslău) este un oraș în județul Hajdú-Bihar, Ungaria. 

Hajdúszoboszló

## Localizare
Situat în partea de nord-est a Marii Câmpii Ungare, la 200 km de Budapesta și 20 km la sud de Debrețin.

## Istoric
Orașul este atestat documentar în anul 1075 cu numele de Szoboszló, când Regele Géza I a donat domeniul regal Szoboszló.
Orașul a început să se dezvolte după anul 1925, odată cu descoperirea apei termale, dar totuși orașul și-a păstrat și specificul agriculturii. Altă resursă este gazul natural.

## Demografie
Componența etnică a orașului Hajdúszoboszló
     Maghiari (96,96%)
     Germani (1,09%)
     Necunoscut (0,77%)
     Alții (1,18%)
Componența confesională a orașului Hajdúszoboszló
     Fără religie (34,03%)
     Reformați (28,45%)
     Romano-catolici (6,9%)
     Greco-catolici (1,35%)
     Atei (1,12%)
     Necunoscută (27,91%)
     Alte religii (1,09%)
Conform recensământului din 2011, orașul Hajdúszoboszló avea 23.844 de locuitori. Din punct de vedere etnic, majoritatea locuitorilor (96,96%) erau maghiari, cu o minoritate de germani (1,09%). Apartenența etnică nu este cunoscută în cazul a 0,77% din locuitori. Nu există o religie majoritară, locuitorii fiind persoane fără religie (34,03%), reformați (28,45%), romano-catolici (6,9%), greco-catolici (1,35%) și atei (1,12%). Pentru 27,91% din locuitori nu este cunoscută apartenența confesională.

### Evoluție istorică
Evoluția demografică a orașului în ultimii 130 ani: 
- 1870 - 12.269 locuitori
- 1920 - 17.722 locuitori
- 1970 - 22.003 locuitori
- 2002 - 23.874 locuitori
- 2006 - 50.671 locuitori

## Orașe înfrățite
- Târnăveni (România)